# Saison 2 de Superstore
Chronologie
Saison 1 Saison 3
Cet article présente le guide des épisodes de la deuxième saison de la série télévisée américaine Superstore.

## Généralités
- Un épisode spécial a été diffusé le 19 août 2016 après les Jeux olympiques d'été de 2016[1].
- Aux États-Unis, la saison est diffusée depuis le 22 septembre 2016 sur le réseau NBC.
- Au Canada, la saison est diffusée en simultanée sur le réseau Global de septembre à février, puis les épisodes sont retenus pour une diffusion en mai.
- En France, la saison a été diffusée tous les samedis, du 28 avril au 26 mai 2018, sur Comédie+ pour quatre épisodes sauf le dimanche 3 juin 2018, pour quatre derniers épisodes de cette saison. Et sur NRJ12, tous les samedis du 19 octobre au 7 décembre 2019 pour trois épisodes.

## Distribution

### Acteurs principaux
- America Ferrera (VF : Melissa Windal) : Amy Dubanowski
- Ben Feldman (VF : Pierre Lebec) : Jonah Simms
- Lauren Ash (VF : Célia Torrens) : Dina Fox, assistante manager du magasin
- Colton Dunn (VF : Sébastien Hébrant) : Garrett McNeill
- Nichole Bloom (VF : Sophie Pyronnet) : Cheyenne Tyler Lee
- Nico Santos (VF : Alessandro Bevilacqua) : Mateo Fernando Aquino Liwanag
- Mark McKinney (VF : Michel Hinderyckx) : Glenn Sturgis

### Acteurs récurrents et invités
- Johnny Pemberton (VF : Gauthier de Fauconval) : Bo Derek Thompson
- Kaliko Kauahi : Sandra Kaluiokalani
- Josh Lawson : Tate Stasklewicz, le pharmacien
- Linda Porter (en) : Myrtle Vartanian, l'employée âgée
- Jon Barinholtz : Marcus White
- Ryan Gaul (en) : Adam Dubanowski, le mari d'Amy et père d'Emma
- Jon Miyahara : Brett
- Michael Bunin (en) : Jeff Sutin
- Tony Plana : Ron Sosa[2] (épisode 16)

## Épisodes

### Épisode 1:La Grève
- États-Unis /  Canada : 22 septembre 2016 sur NBC[3] / Global[4]
- France : 28 avril 2018 sur Comédie+, 19 octobre 2019 sur NRJ12

- États-Unis : 5,45 millions de téléspectateurs[5] (première diffusion)

### Épisode 2:Retour au travail
- États-Unis /  Canada : 29 septembre 2016 sur NBC / Global
- France : 5 mai 2018 sur Comédie+, 26 octobre 2019 sur NRJ12

- États-Unis : 4,39 millions de téléspectateurs[6] (première diffusion)

### Épisode 3:Armes, pilules et oiseaux
- États-Unis /  Canada : 6 octobre 2016 sur NBC / Global
- France : 5 mai 2018 sur Comédie+, 26 octobre 2019 sur NRJ12

- États-Unis : 5,18 millions de téléspectateurs[7] (première diffusion)

### Épisode 4:Le Scandale de la mascotte
- États-Unis /  Canada : 13 octobre 2016 sur NBC / Global
- France : 5 mai 2018 sur Comédie+, 26 octobre 2019 sur NRJ12

- États-Unis : 4,39 millions de téléspectateurs[8] (première diffusion)

### Épisode 5:Adopte un chien
- États-Unis /  Canada : 20 octobre 2016 sur NBC / Global
- France : 5 mai 2018 sur Comédie+, 2 novembre 2019 sur NRJ12

- États-Unis : 4,18 millions de téléspectateurs[9] (première diffusion)

### Épisode 6:Le Vol d'Halloween
- États-Unis /  Canada : 27 octobre 2016 sur NBC / Global
- France : 12 mai 2018 sur Comédie+, 2 novembre 2019 sur NRJ12

- États-Unis : 4,21 millions de téléspectateurs[10] (première diffusion)

### Épisode 7:Élections
- États-Unis /  Canada : 3 novembre 2016 sur NBC / Global
- France : 12 mai 2018 sur Comédie+, 2 novembre 2019 sur NRJ12

- États-Unis : 3,58 millions de téléspectateurs[11] (première diffusion)

### Épisode 8:Joben intérim
- États-Unis /  Canada : 10 novembre 2016 sur NBC / Global
- France : 12 mai 2018 sur Comédie+, 9 novembre 2019 sur NRJ12

- États-Unis : 4,01 millions de téléspectateurs[12] (première diffusion)

### Épisode 9:Black Friday
- États-Unis : 10 novembre 2016 sur NBC
- Canada : 17 novembre 2016 sur Global
- France : 12 mai 2018 sur Comédie+, 9 novembre 2019 sur NRJ12

- États-Unis : 3,79 millions de téléspectateurs[12] (première diffusion)

### Épisode 10:Objets trouvés
- États-Unis /  Canada : 5 janvier 2017 sur NBC / Global
- France : 19 mai 2018 sur Comédie+, 9 novembre 2019 sur NRJ12

- États-Unis : 4,43 millions de téléspectateurs[13] (première diffusion)

### Épisode 11:Supercloud
- États-Unis /  Canada : 12 janvier 2017 sur NBC / Global
- France : 19 mai 2018 sur Comédie+, 16 novembre 2019 sur NRJ12

- États-Unis : 4,33 millions de téléspectateurs[14] (première diffusion)

### Épisode 12:Déjeuner entre nanas
- États-Unis /  Canada : 2 février 2017 sur NBC / Global
- France : 19 mai 2018 sur Comédie+, 16 novembre 2019 sur NRJ12

- États-Unis : 3,99 millions de téléspectateurs[15] (première diffusion)

### Épisode 13:La Saint-Valentin
- États-Unis /  Canada : 9 février 2017 sur NBC / Global
- France : 19 mai 2018 sur Comédie+, 16 novembre 2019 sur NRJ12

- États-Unis : 3,54 millions de téléspectateurs[16] (première diffusion)

### Épisode 14:Panne de chauffage
- États-Unis /  Canada : 16 février 2017 sur NBC / Global
- France : 26 mai 2018 sur Comédie+, 23 novembre 2019 sur NRJ12

- États-Unis : 3,67 millions de téléspectateurs[17] (première diffusion)

### Épisode 15:La Santé avant tout
- États-Unis /  Canada : 23 février 2017 sur NBC / Global
- France : 26 mai 2018 sur Comédie+, 23 novembre 2019 sur NRJ12

- États-Unis : 3,51 millions de téléspectateurs[18] (première diffusion)

### Épisode 16:L'Intégrité
- États-Unis : 16 mars 2017 sur NBC
- Canada : 21 avril 2017 sur Global
- France : 26 mai 2018 sur Comédie+, 23 novembre 2019 sur NRJ12

- États-Unis : 4,17 millions de téléspectateurs[19] (première diffusion)

### Épisode 17:La Mutation
- États-Unis : 23 mars 2017 sur NBC
- France : 26 mai 2018 sur Comédie+, 30 novembre 2019 sur NRJ12
- Canada : non-diffusé

- États-Unis : 4,15 millions de téléspectateurs[20] (première diffusion)

### Épisode 18:Les Enfants de Glenn
- États-Unis : 6 avril 2017 sur NBC
- France : 3 juin 2018 sur Comédie+, 30 novembre 2019 sur NRJ12
- Canada : non-diffusé

- États-Unis : 3,08 millions de téléspectateurs[21] (première diffusion)

### Épisode 19:Nettoyage de printemps
- États-Unis : 20 avril 2017 sur NBC
- France : 3 juin 2018 sur Comédie+, 30 novembre 2019 sur NRJ12
- Canada : non-diffusé

- États-Unis : 3,15 millions de téléspectateurs[22] (première diffusion)

### Épisode 20:Le Mariage de Cheyenne
- États-Unis : 27 avril 2017 sur NBC
- France : 3 juin 2018 sur Comédie+, 7 décembre 2019 sur NRJ12
- Canada : non-diffusé

- États-Unis : 2,77 millions de téléspectateurs[23] (première diffusion)

### Épisode 21:La Tornade
- États-Unis : 4 mai 2017 sur NBC
- France : 3 juin 2018 sur Comédie+, 7 décembre 2019 sur NRJ12
- Canada : non-diffusé

- États-Unis : 2,91 millions de téléspectateurs[24] (première diffusion)